# Sistema idrico multisettoriale regionale

Il logo dell'Ente acque della Sardegna

Il sistema idrico multisettoriale regionale (SIMR) della Sardegna, introdotto con la legge regionale del 6 dicembre 2006 n. 19, è l'insieme delle opere di approvvigionamento idrico e di adduzione (dighe, acquedotti, canali ecc.) atte ad alimentare i diversi comparti di utenza (civile, irriguo e industriale) nell'intero territorio isolano.
Il SIMR è stato istituito al fine di contribuire "ad una perequazione delle quantità e dei costi di approvvigionamento", riconoscendo l'acqua quale "patrimonio da tutelare in quanto risorsa limitata di alto valore ambientale, culturale ed economico" e considerando altresì "l'accesso all'acqua quale diritto umano, individuale e collettivo", in attuazione dell'articolo 43 della Costituzione.
Il sistema comprendente 32 dighe, 25 traverse (sbarramenti minori), 47 impianti di pompaggio, cinque impianti idroelettrici e oltre 1.000 chilometri di acquedotti e canali. È gestito dall'Ente acque della Sardegna (ENAS) che, nell'ambito della gestione delle risorse idriche sarde, subentra all'Ente autonomo del Flumendosa (poi ERIS), soppresso con la stessa legge 19/2006.
Le competenze istituzionali dell'ENAS, che è un ente pubblico non economico strumentale,  riguardano sia la gestione degli impianti esistenti che la progettazione e la realizzazione di nuove opere.

## Principali opere di sbarramento
- diga dell'Alto Temo
- Bau Muggeris
- diga di Bau Pressiu
- diga del Bidighinzu
- diga di Casteldoria
- diga del Coxinas
- diga del Cuga
- diga Eleonora d'Arborea
- diga di Flumineddu
- diga di Genna is Abis
- diga di Is Barrocus
- diga del Leni
- diga del Liscia
- diga di Maccheronis
- diga di Medau Zirimilis
- diga del Mogoro
- diga di Monteponi

- diga di Monte Lerno
- diga di Monte Pranu
- diga di Monte Su Rei
- diga di Monti di Deu
- diga di Muzzone
- diga di Nuraghe Arrubiu
- diga di Pedra 'e Othoni
- diga di Pranu Antoni
- diga di Punta Gennarta
- diga di Santa Chiara
- diga di Santa Lucia
- diga di Santa Vittoria
- diga di Sa Forada de s'Acqua
- diga di Simbirizzi
- diga di Sos Canales
- diga del Torrei

Le dighe dell'Alto Temo, del Bidighinzu e del Cuga costituiscono un sistema a sé stante.